# Campiglossa kumaonesis
Campiglossa kumaonesis
 es una especie de insecto díptero que Agarwal, Grewal y otros describieron científicamente por primera vez en el año 1989.
Esta especie pertenece al género Campiglossa de la familia Tephritidae.